# 村上哲次
村上 哲次 （むらかみ てつじ、1927年3月31日 – 1987年1月24日）は、ヨーロッパに渡った最初期の空手家のひとり  
1927年、 静岡県生まれ。  19歳で、 船越義珍の弟子である山串正治のもとで空手道を学び始める。10年間訓練を受け、 剣道 、 合気道 、 居合道も学んでいた。  

## ヨーロッパ
1957年、彼はフランス武術アカデミーのヘンリー・プレに招待された。 1959年にはウラジーミロ・マラテスティによってイタリアに招待された。1960年までにスキルとカリスマ性はヨーロッパでトップの学生の支持を集め始めた。 彼の影響力は次第にドイツ、イギリス、ユーゴスラビア、アルジェリア、ポルトガル、スイスに拡大。  1968年に帰国して江上茂とともに修行。    